# Schaefferia stenophylla
Schaefferia stenophylla är en benvedsväxtart som beskrevs av Standl. Schaefferia stenophylla ingår i släktet Schaefferia och familjen Celastraceae. Inga underarter finns listade.